# Scutoide

Uno scutoide comparato con un prisma, un tronco e un prismatoide.

Lo scutoide è un solido geometrico compreso tra due superfici parallele (poligoni), dove due vertici di uno dei poligoni sono uniti ad un vertice del poligono opposto tramite una curva o una congiunzione a forma di Y. Lo scutoide formato dall'unione di un esagono e un pentagono è stato definito per la prima volta nel 2018 dai ricercatori dell'Università di Siviglia osservando le cellule epiteliali che aderiscono tra loro per formare un tessuto con la funzione di rivestimento in grado di curvarsi e piegarsi. In futuro potrà avere applicazioni in biomedicina, ingegneria tissutale e nella creazione di organi artificiali.

Il nome deriva ufficialmente dalla somiglianza con lo scutum, porzione dorsale del segmento toracico degli insetti, e lo scutellum la parte del corpo che include le ali di vari tipi di insetti. In realtà il nome provvisorio che aveva assunto è stato escutoide dal nome del capo progetto del gruppo di ricerca Luis M. Escudero.

L'oggetto è stato descritto per la prima volta in un documento pubblicato nel luglio 2018 dal titolo Scutoids are a geometrical solution to three-dimensional packing of epithelia.